# Vuelo 316 de Swissair
El vuelo 316 de Swissair fue un vuelo programado de pasajeros desde el Aeropuerto Internacional de Zúrich, Zúrich, Suiza con escala al Aeropuerto Internacional de Atenas-Ellinikon, en Atenas, Grecia con destino al Aeropuerto Internacional de Hong Kong, Hong Kong, China.  El 7 de octubre de 1979, el  Douglas DC-8 que operaba el vuelo, se estrelló al intentar aterrizar en el Aeropuerto Internacional de Atenas-Ellinikon. De los 154 pasajeros y tripulantes a bordo, 14 fallecieron en el accidente.

## Aeronave y tripulación

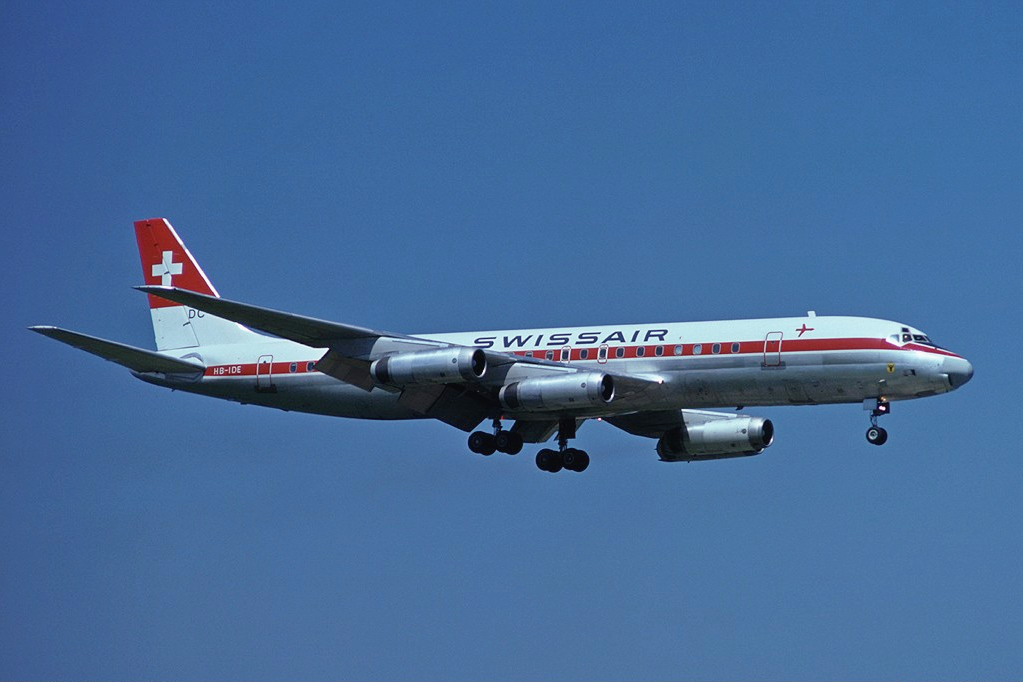
HB-IDE, la aeronave involcrada en el accidente, fotografiada en 1977.

La aeronave involucrada en el accidente era un cuatrimotor McDonnell Douglas DC-8-62 propiedad de Swissair con 14 años de antigüedad. El vuelo 316 de hacia un vuelo regular internacional de pasajeros desde Zúrich, Suiza, a Pekín, China, con escalas en Ginebra, Atenas y Bombay (actual Mumbai). El avión, fue bautizado como Uri.
El capitán era Fritz Schmutz y el primer oficial Martin Deuringer, estaban a bordo, los dos pilotos tenían bastante experiencia volando DC-8.

## Accidente
El vuelo 316 aterrizó en la pista 15L del Aeropuerto Internacional de Atenas-Ellinikon, en Atenas, Grecia a una velocidad de 146 nudos (270 km/h; 168 mph). La aeronave desaceleró, pero se salió de la pista y se detuvo en una vía pública. El ala izquierda y la cola de la aeronave se separaron, y se produjo un incendio. 14 de los 142 pasajeros a bordo murieron.Entre los fallecidos se encontraban ciudadanos británicos, alemanes y franceses. De los pasajeros a bordo, 100 eran médicos que se dirigían a una convención médica en China.
Uno de los supervivientes del vuelo 316 fue Hans Morgenthau, profesor emérito de la Universidad de Chicago y experto en Relaciones Internacionales.

## Consecuencias

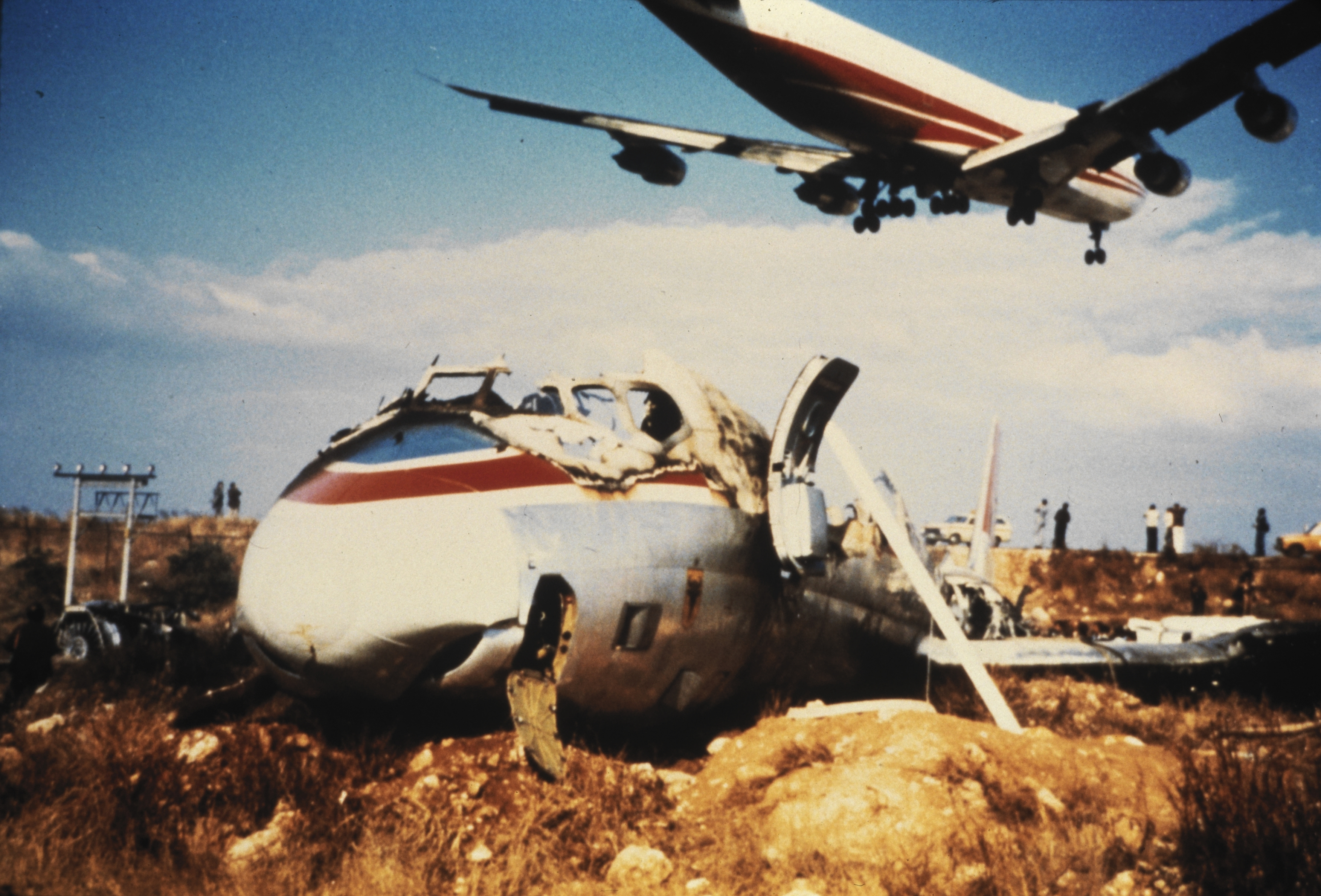
El avión quemado después del accidente.

Tras el accidente, se supo que el Douglas DC-8 transportaba más de 450 kg (1000 libras) de isótopos radiactivos y una pequeña cantidad de plutonio. El plutonio se encontraba en el equipaje de uno de los médicos a bordo y desapareció brevemente tras el accidente,aunque se encontró rápidamente.Las autoridades ordenaron a los bomberos y otros rescatistas que realizaran pruebas de exposición a la radiación.
El accidente destruyó más de dos millones de dólares en diamantes industriales con destino a Bombay. La policía encontró la mayoría de los diamantes sin tallar, pero el intenso calor del accidente los destruyó.
Dos días después del accidente del vuelo 316, las autoridades griegas acusaron al piloto Fritz Schmutz de homicidio involuntario y otros cargos.En un juicio celebrado en 1983, Schmutz y el copiloto Deuringer fueron declarados culpables de múltiples cargos, entre ellos homicidio involuntario por negligencia, lesiones corporales múltiples y obstrucción del tráfico aéreo, y fueron condenados a 5 y 2 años y medio de prisión, respectivamente.Schmutz y Deuringer quedaron en libertad bajo fianza mientras apelaban sus sentencias.Un año después de su sentencia, el tribunal dictaminó que Schmutz y Deuringer podían sustituir la pena de prisión por multas. Ninguno de los dos pilotos había volado desde el accidente, pero eran empleados de Swissair.

## Investigación
La investigación del accidente estuvo a cargo del Comité de Investigación de Accidentes. Los investigadores  determinaron que las causas del accidente fueron que los pilotos aterrizaron demasiado lejos en la pista, a una velocidad demasiado alta, después de una aproximación no estabilizada, y que no utilizaron adecuadamente los sistemas de freno y empuje inverso de la aeronave, lo que resultó en que no pudieran detener la aeronave dentro de la pista disponible y la distancia de sobrepaso.
Un miembro del equipo de Operaciones del Comité de Investigación de Accidentes tuvo una opinión diferente del resto del Comité con respecto a la causa del accidente, afirmando que creía que la tripulación no se dio cuenta de la velocidad y la distancia de aterrizaje, no siguió la técnica de aterrizaje de la compañía con mala acción de frenado y no utilizó correctamente los sistemas de freno y empuje inverso de la aeronave.